# Валина (Фиренца)
Валина је насеље у Италији у округу Фиренца, региону Тоскана.
Према процени из 2011. у насељу је живело 464 становника. Насеље се налази на надморској висини од 73 м.